# Malcolm Smith (Footballspieler)
Malcolm Xavier Smith (* 5. Juli 1989 in Woodland Hills, Kalifornien) ist ein ehemaliger US-amerikanischer American-Football-Spieler auf der Position des Linebackers. Er spielte zuletzt für die Cleveland Browns in der National Football League (NFL). Smith wurde 2011 von den Seattle Seahawks gedraftet und gewann mit ihnen Super Bowl XLVIII, wo er zum Super Bowl MVP gewählt wurde. Danach stand er bei den Oakland Raiders, den San Francisco 49ers den Jacksonville Jaguars und den Dallas Cowboys unter Vertrag.

## College
Malcolm Smith besuchte von 2007 bis 2011 die University of Southern California (USC) und spielte dort College Football für die USC Trojans. Nachdem er die ersten beiden Jahre nur als Backup-Linebacker fungiert hatte, schaffte er in seiner dritten Saison den Durchbruch durch einen 67-Yards-Interception-Return-Touchdown im Derby gegen die University of California, Los Angeles (UCLA).

## Profikarriere
Beim NFL Draft 2011 wurde Smith von den Seattle Seahawks in der siebten Runde als 242. Spieler ausgewählt und später unter Vertrag genommen. Dort spielte er fortan unter seinem früheren Trainer vom College, Pete Carroll. In der Saison 2013 war er einer der Stammspieler in der dominanten Defense der Seahawks.
Am 19. Januar 2014 gelang ihm im in den letzten Sekunden des NFC Championship Games gegen die San Francisco 49ers die entscheidende Interception, als er einen von Richard Sherman geblockten Pass in der eigenen Endzone fing. Damit sorgte er dafür, dass die Seattle Seahawks zum zweiten Mal nach 2006 den Super Bowl erreichten.
Im Super Bowl glänzte er durch einen Interception-Return-Touchdown über 69 Yards und ein erobertes Fumble und wurde anschließend zum Super Bowl MVP gewählt. Er ist erst der dritte Linebacker in der Geschichte des Super Bowls, der zum MVP gewählt wurde. Der letzte Linebacker, der diese Auszeichnung gewann, war Ray Lewis im Super Bowl XXXV.
In der darauffolgenden Spielzeit kam er bei den Seahawks jedoch nicht über die Rolle des Ergänzungsspieler hinaus.
Am 10. März 2015 wurde bekannt, dass Smith zu den Oakland Raiders wechselt.
Am 9. März 2017 gaben die San Francisco 49ers bekannt, dass Smith einen Fünfjahresvertrag unterschrieben hat. Nach zwei Jahren trennten sich die 49ers von Smith. Mitte Oktober 2019 verpflichteten die Jacksonville Jaguars Smith. Am 5. November wurde er von den Jaguars wieder entlassen. Am 17. Dezember nahmen die Dallas Cowboys Smith unter Vertrag.
Im August verpflichteten ihn die Cleveland Browns.

## Privates
Smith wurde im Stadtteil Woodland Hills geboren.
Malcolms Bruder Steve Smith war als Wide Receiver unter anderem für die New York Giants, Philadelphia Eagles und St. Louis Rams aktiv und besuchte ebenfalls die University of Southern California (USC).
Smith leidet an Achalasie, einer seltenen Erkrankung der Speiseröhrenmuskulatur. Aus diesem Grund konnte er im Jahr 2009 sein Gewicht von 100 kg nicht mehr halten und verlor kontinuierlich an Gewicht, weil er sich nach dem Essen übergeben musste. Nachdem die ursprüngliche Diagnose Sodbrennen korrigiert worden war, unterzog er sich einer Operation. Seitdem ist er allerdings immer noch gezwungen sehr langsam zu essen.